# Eje por la Paz
Eje por la Paz (Axis for Peace) es una iniciativa de la Red Voltaire para construir un movimiento intelectual, al mismo tiempo laico y antimperialista, capaz de oponerse a los neoconservadores. Su línea política recuerda al movimiento de países no alineados, mientras su modo de funcionamiento elitista semeja al del Foro de Davos.

## Axis for Peace 2005
La primera conferencia Axis for Peace se realizó los días 17 y 18 de noviembre de 2005 en el Résidence Palace, centro de conferencias administrado por el primer ministro de Bélgica. Reunió alrededor de 150 personalidades provenientes de 37 países (intelectuales, políticos, diplomáticos, militares). Delegaciones de alto nivel vinieron del mundo árabe, Europa Oriental y Occidental, y de las Américas, pero África negra, Asia y Oceanía estuvieron poco representadas.
Los encuentros se dedicaron a "confrontar diferentes análisis y desarrollar proposiciones a fin de proteger y reactivar el Derecho Internacional, así como los mecanismos de solución pacífica de los diferendos internacionales entre países", según expone el Manifiesto de presentación de la conferencia. Así mismo, se pretendía instaurar una estructura permanente apta y capaz de hacer escuchar la voz de la paz en el mundo, recuperando los principios del arbitraje internacional y de la coexistencia pacífica.
El evento fue parcialmente retransmitido por Al-Jazeera hacia el mundo árabe, por Telesur hacia América Latina y, algunos días más tarde, por Russia Today hacia el mundo eslavo. Fue ignorado por los medios de comunicación occidentales.
El secretario general de la Liga Árabe y varias personalidades inscritas no pudieron participar en los trabajos debido a la imprevista convocatoria de una cumbre diplomática en El Cairo para tratar sobre el futuro de Irak. El gobierno francés negó las visas Schengen a los invitados que transitarían por los aeropuertos de París.[cita requerida] El primer ministro libanés prohibió la participación de sus ministros.[cita requerida] Un escuadrón de la muerte ecuatoriano, la Legión Blanca, trató de asesinar a algunos participantes a su regreso a América Latina.[cita requerida]

## Miembros
- Ayman Abdelnour (relator del Congreso del Baas, Siria)
- John D. Antony (Consejero en Relaciones Exteriores, Estados Unidos)
- Príncipe Issa El-Ayoubi (periodista, Líbano)
- Andreas von Bülow (exministro, Alemania)
- Giulietto Chiesa (eurodiputado, Italia)
- Michel Collon (periodista, Bélgica)
- Enrique Román Hernández (embajador especial, Cuba)
- Salim El-Hoss (ex primer ministro, Líbano)
- General Leonid Ivashov (exjefe del estado mayor conjunto, Rusia)
- Thierry Meyssan (escritor, Francia)
- Craig Murray (exembajador, Reino Unido)
- James Petras (profesor universitario, Estados Unidos)
- Mateusz Piskorski (diputado, Polonia)
- General Vinod Saighal (exdirector de formación militar, India)
- Jhanett Madriz Sotil (vicepresidenta del Parlamento Andino, Venezuela)
- Ahmed Tibi (diputado, Israel)
- Subhi Toma (sociólogo, Irak)
- General René Vargas Pazzos (exjefe del estado mayor conjunto, Ecuador)
- Antonio Alberto Vulcano (organizador de las manifestaciones anti Bush, Argentina)
- Helga Zepp-LaRouche (Schiller Institute, Estados Unidos)